# La Alberguería de Argañán
La Alberguería de Argañán is een gemeente in de Spaanse provincie Salamanca in de regio Castilië en León met een oppervlakte van 30,06 km². La Alberguería de Argañán telt 134 inwoners (1 januari 2016).

## Demografische ontwikkeling
Bron: INE, 1857-2011: volkstellingen